# كلية الملك فيصل الجوية
كلية الملك فيصل الجوية هي كلية عسكرية للتعليم والتدريب على الطيران تقع في المجمعة  في منطقة الرياض ومهمتها تزويد القوات الجوية السعودية بالضباط الطيارين والفنيين. تأسست في 10 شوال 1387 الموافق فيه 10 يناير 1968، على يد الأمير سلطان بن عبد العزيز وزير الدفاع والطيران حينها، وتم الافتتاح الرسمي بتاريخ 20 مايو 1970 برعاية الملك الراحل فيصل بن عبد العزيز.

## نظام ال
وتقوم بتخريج الطيارين المقاتلين وعدة تخصصات فنية والتأهيل العسكري للطلبة الجامعيين منها: مشغلي أنظمة التسليح، وتوجيه المقاتلات، والمراقبة الجوية. ولدى الكلية نظام للابتعاث الخارجي والداخلي لدراسة علوم الطيران الأخرى مثل هندسة الطيران والهندسة والمحاسبة والقانون.
من أبرز شروط الكلية أن يكون المتقدم سعودي الجنسية، خريج السنة الحالية، وأن يجتاز الفحوصات الطبية اللازمة لذلك. ومدة الدراسة فيها قرابة 3 سنوات للطالب الحاصل على الشهادة الثانوية وسنة دراسية للطالب الحاصل على الشهادة الجامعية وتمنح البكالوريس في العلوم الجوية للمتخرج كطيار والبكالوريس الفنية للتخصصات الفنية, حيث يتخرج الطالب بثلاث مسميات للرتبة ( ملازم طيار, ملازم مهندس, ملازم فني) 

## مهام الكلية
تعتبر كلية الملك فيصل مؤسسة تعليمية عسكرية تنفذ المهام التالية:
1. تعليم وتدريب الطالب ليحوز على المؤهلات العلمية والعملية التي تجعل منه ضابطاً مؤهلاً في مجال تخصصه.
2. تزويد القوات الجوية بالضباط الطيارين والفنيين الأكفاء بعد إعدادهم إعداداً علمياً وعملياً وعسكرياً للمستوى الذي يمكنهم من العمل في وحدات القوات الجوية بكفاءة وفاعلية.
3. إنجاز الدراسات والأعمال الموكلة إليها من قبل قائد القوات الجوية.